# فرودگاه داخلی شاهزاده عبدالمجید بن عبدالعزیز
فرودگاه داخلی شاهزاده عبدالمجید بن عبدالعزیز (انگلیسی: Prince Abdul Majeed bin Abdulaziz Domestic Airport) یک فرودگاه با کد یاتا ULH است که یک باند فرود آسفالت دارد و طول باند آن ۳۰۵۰ متر است. این فرودگاه در کشور عربستان سعودی قرار دارد و در ارتفاع ۲۰۴۷ متری از سطح دریا واقع شده‌است.

## شرکت‌های هواپیمایی و مقصدهای پروازی
| شرکت‌های هواپیمایی | مقصدهای پروازی                                              |
| ----------------- | ----------------------------------------------------------- |
| هواپیمایی سعودی   | فرودگاه بین‌المللی ملک عبدالعزیز, فرودگاه بین‌المللی ملک خالد |